# 嘉強電子
嘉強電子股份有限公司（簡稱：嘉強電子，英文簡寫：MIPRO）是一家無線麥克風產銷公司，專門設計生產無線麥克風、無線擴音機和其它無線音響系統，由張洸照於1995年在臺灣嘉義市西區創立。

## 沿革
嘉強電子創辦者張洸照於1969年獨自研發的『多孔基極電容式麥克風音頭』取得台灣第一件麥克風新型專利（經濟部中央標準局專利證書：台專字第21312號）後，即首創台灣第一支以電容式音頭直接調變的FM無線麥克風銷售，並繼續成功研發駐極體電容式麥克風（Electret Condenser Microphone），2001年首創ACT自動頻道追鎖功能的專利設計 (台灣專利:新型第209127號/ 美國專利:US6,671,498 B2)。
嘉強電子產品曾獲4屆TEC Awards傑出技術成就獎 (Outstanding Technical Achievement) 的提名 -「Wireless Technology 類別」 。
鑒於無線麥克風使用常因傳輸干擾導致效果打折扣，張洸照於2006年嘉強電子創立10週年活動中發表ACT-81/82純數位式無線麥克風系統。這款純數位式無線麥克風系統以DSP數位音頻處理及DMT數位調變發射技術，幾近有線傳輸水準，讓音質跨入「CD音質」的新世代。
2008年6月台灣歌壇藝人尤雅正式與嘉強電子簽約，成為MIPRO無線麥克風的品牌代言人。
2008年7月美國專業音響雜誌專欄編輯Gary Kayye ，參訪InfoComm2008影視音響暨會議系統專業展會後，發表一篇專欄，將嘉強電子列為2008年最受矚目六大新公司之ㄧ。

## 外部連結
- MIPRO嘉強電子（页面存档备份，存于）